# 成東鎰
成東鎰（韓語：성동일，1964年4月27日—），韓國男演員，常見譯名為成東日。1991年SBS第1期公開招募演員。

## 影視作品

### 電視劇

#### 1990年代
- 1992年：SBS《冠村隨筆（朝鲜语：관촌수필 (드라마)）》
- 1993年：SBS《遙遠的松巴江》飾演 楊勇天
- 1996年：SBS《騎自行車的女人（朝鲜语：자전거를 타는 여자）》
- 1997年：SBS《蝸牛 (韓國電視劇)（朝鲜语：달팽이 (드라마)）》
- 1998年：SBS《螺紋》
- 1998年：SBS《恩實啊（朝鲜语：은실이）》飾演 楊正八
- 1999年：KBS《有情 (韓國電視劇)（朝鲜语：유정 (드라마)）》

#### 2000年代
- 2000年：SBS《行進（朝鲜语：행진 (시트콤)）》
- 2000年：SBS《黃龍的大地（朝鲜语：왕룽의 대지）》
- 2001年：KBS《Cool (韓國電視劇)（朝鲜语：쿨 (드라마)）》
- 2001年：KBS《梅花戀歌（朝鲜语：매화연가）》
- 2002年：SBS《野人時代》
- 2002年：SBS《玻璃鞋》
- 2003年：SBS《太陽南邊（朝鲜语：태양의 남쪽）》
- 2004年：SBS《巴黎戀人》飾演 姜必甫
- 2005年：SBS《綠薔薇》飾演 鄭基使
- 2005年：SBS《流行70》飾演 楊根
- 2006年：SBS《想愛（朝鲜语：사랑하고 싶다）》
- 2006年：SBS《回來吧順愛》
- 2007年：MBC《New Heart》飾演 李勝宰
- 2007年：SBS《魔女由熙》飾演 李組長
- 2007年：SBS《藍魚》
- 2007年：SBS《愛情殺手吳水晶》飾演 鄭承奎
- 2008年：MBC《不要動搖》飾演 朴基哲
- 2008年：MBC《大韓民國的律師》
- 2009年：SBS《綠色馬車》

#### 2010年代
- 2010年：KBS《推奴》飾演 千志浩
- 2010年：SBS《我的女友是九尾狐》飾演 潘斗弘
- 2010年：KBS《逃亡者Plan.B》飾演 中村黃
- 2011年：MBC《絕不認輸》飾演 趙廷駒
- 2011年：Channel A《女人的色彩》飾演 朴燦浩
- 2012年：tvN《請回答1997》飾演 成東日（詩媛父）
- 2012年：KBS《海雲臺戀人們》飾演 搜查官（客串）
- 2012年：KBS《田禹治》飾演 奉久
- 2013年：KBS《IRIS 2》飾演 朴俊翰
- 2013年：SBS《張玉貞，為愛而生》飾演 張炫
- 2013年：tvN《請回答1994》飾演 成東日（娜靜父）
- 2014年：SBS《沒關係，是愛情啊》飾演 趙東民
- 2014年：tvN《岬童夷》飾演 楊鐵坤
- 2015年：tvN《請回答1988》飾演 成東日（德善、寶拉和餘輝父）
- 2016年：tvN《吹笛子的男人》飾演 吳正學（客串）
- 2016年：tvN《Dear My Friends》飾演 趙東民（客串）
- 2016年：SBS《月之戀人－步步驚心：麗》飾演 朴守卿
- 2016年：tvN《THE K2》飾演 刑警（客串）
- 2016年：SBS《藍色海洋的傳說》飾演 馬大詠／楊氏
- 2016年：KBS《花郎》飾演 魏花公（朝鲜语：위화랑）
- 2017年：JTBC《The Package》
- 2017年：tvN《機智牢房生活》飾演 趙志浩
- 2018年：tvN《Live》飾演 奇韓率
- 2018年：JTBC《漢摩拉比小姐》飾演 韓世尚
- 2018年：SBS《致親愛的法官大人》飾演 史馬龍
- 2019年：OCN《圈套》飾演 高東國
- 2019年：JTBC《輔佐官2–改變世界的人們》飾演 韓世尚

#### 2020年代
- 2020年：tvN《謗法》飾演 秦終現
- 2020年：tvN《機智醫生生活》飾演 安東鎰（客串）
- 2020年：TV朝鮮《偶然的家族》飾演 成東鎰
- 2021年：JTBC《薛西弗斯的神話》飾演 朴社長
- 2021年：tvN《智異山》飾演 曹大震
- 2021年：tvN《機智醫生生活2》飾演 安東鎰（客串）
- 2022年：tvN《Ghost Doctor》飾演 蘇格拉底
- 2022年：wavve《危機的X》[1]
- 2022年：KBS《說出你的願望》飾演 姜泰植
- 2022年：KBS《謝幕：樹立而死》飾演 鄭尚哲
- 2023年：Disney+《汉江刑警》
- 2024年：JTBC《玉氏夫人傳》飾演 成奎鎮
- 2025年：JTBC《協商的技術》飾演 宋在植
- 2025年：U+Mobiletv、KBS《十二使者》飾演 馬洛
- 2025年：tvN《颱風商社》飾演 姜振英
- 待定：Prime Video《Butterfly》饰演 金斗泰（特别出演）[2]

### 電影

#### 2000年代
- 2001年：《Running Seven Dogs》
- 2006年：《醜女大翻身》飾演 崔社長
- 2008年：《京城往事》飾演 舞廳老闆
- 2009年：《國家代表》飾演 方宗三
- 2009年：《神偷妙探三個半》飾演 宋載畢

#### 2010年代
- 2010年：《伴我走天涯2》飾演 赫弼
- 2010年：《佳節》
- 2011年：《Children...》飾演 朴京植
- 2011年：《可疑的顧客們（朝鲜语：수상한 고객들）》
- 2011年：《委託人》飾演 張浩元
- 2011年：《特別搜查本部》飾演 朴仁茂
- 2012年：《Miss GO》飾演 成班長
- 2012年：《馬屁精》飾演 舌如簧
- 2012年：《隨風而逝》飾演 張秀均
- 2012年：《黑道千金逼我嫁5：家門的歸來》
- 2013年：《王牌巨猩》飾演 成忠修
- 2014年：《奇怪的她》飾演 潘賢哲
- 2014年：《優雅的謊言》飾演 萬虎
- 2015年：《許三觀》飾演 方氏
- 2015年：《偵探：開端（朝鲜语：탐정: 더 비기닝）》飾演 盧泰洙
- 2015年：《爸爸的假期》飾演 成東日
- 2015年：《秘密（朝鲜语：비밀 (2015년 영화)）》飾演 李尚沅
- 2016年：《特別搜查:囚犯的信（朝鲜语：특별수사: 사형수의 편지）》飾演 權鐘觀
- 2016年：《瘋狂突襲》
- 2017年：《因為愛》飾演 朴刑警
- 2017年：《即使中二也沒關係》
- 2017年：《Real》飾演 曹源根
- 2017年：《青年警察》飾演 梁成日
- 2017年：《犧牲復活報告書》飾演 宋永泰
- 2017年：《一定要抓住》飾演 朴平達
- 2017年：《The King》飾演 學校老師
- 2018年：《摔跤選手》飾演 聖洙
- 2018年：《偵探: 歸來》飾演 盧泰洙
- 2018年：《與神同行：最終審判》飾演 成造神在世時的皇帝、區公所公務員
- 2018年：《安市城》飾演 宇大
- 2019年：《單身三人行（朝鲜语：두번 할까요）》飾演 李部長
- 2019年：《滿月》
- 2019年：《變身》飾演 朴江九
- 2019年：《霹靂嬌鋒》飾演 強力3組組長（特別出演）

#### 2020年代
- 2020年：《無價之保》飾演 斗錫
- 2021年：《海賊：鬼怪的旗幟》飾演 （特別出演）
- 2022年：《行動代號：狼狩獵》飾演 吳大雄
- 2024年：《亡命机劫1971》飾演 奎植
- 2024年：《殊死追踪》饰演 计程车司机（特別出演）
- 2025年：《禁忌童话》饰演 黄代表[3]
- 2025年：《喬王出任務》饰演 陈选手的父亲
- 待定：《2點的約會》飾演 鄭章洙

## 綜藝節目
- 2013年 MBC 《爸爸 你去哪兒》（與兒子成俊固定出演）
- 2014年 MBC 《爸爸 你去哪兒》（與女兒成彬固定出演）
- 2020年 tvN 《帶輪子的家》（與金希沅、呂珍九固定出演）
- 2021年 tvN 《帶輪子的家2》（與金希沅、任時完固定出演）
- 2021年 tvN 《帶輪子的家3》（與金希沅、孔明固定出演）
- 2022年 tvN 《帶輪子的家4》（與金希沅、路雲固定出演）
- 2022年 tvN 《這周的酒也拜託了》（與高昌錫固定出演）

## 獲獎
- 2005年：MBC演技大賞－主持人部門 特別獎
- 2009年：第17屆春史電影賞－男配角獎（國家代表）
- 2010年：第7屆Max Movie最佳電影獎－最佳男配角獎（國家代表）
- 2010年：KBS演技大賞－男配角獎（推奴）
- 2013年：MBC演藝大賞－綜藝部門優秀獎 《爸爸 你去哪兒》
- 2013年：SBS演技大賞－中篇電視劇 男子優秀演技賞 (張玉貞，為愛而生)
- 2014年：SBS演技大赏－迷你剧  男子优秀演技赏《没关系，是爱情啊》
- 2016年：tvN10 Awards－特別演技賞《請回答系列作》
- 2016年：SBS演技大赏－幻想類電視劇部門 男子特別演技賞《藍色海洋的傳說》
- 2022年：KBS演技大獎－男子助演獎《謝幕：樹立而死》

## 外部連結
- 成東鎰在NAVER上的资料
- 成東鎰在韩国电影数据库（KMDb）上的資料（韓語）
- 成東鎰在互联网电影资料库（IMDb）上的資料（英文）
- 成東鎰在豆瓣上的资料（简体中文）